# Южноамериканская поганка
Южноамериканская поганка (лат. Tachybaptus dominicus) — птица из рода малые поганки (Tachybaptus), распространённая в Америке. Ареал с севера ограничен южными районами США и Мексикой, на юге Чили и Аргентиной. Птица также обитает на Больших Антильских островах, Багамах, Тринидаде и Тобаго.

## Внешность
От малой поганки отличается только более тусклой окраской.